# Lavassaare
Lavassaare (en estonien : Lavassaare alevvald) est un bourg et une collectivité territoriale (Alevvald) situé dans le comté de Pärnu en Estonie. Tootsi s'étend sur 8 km2

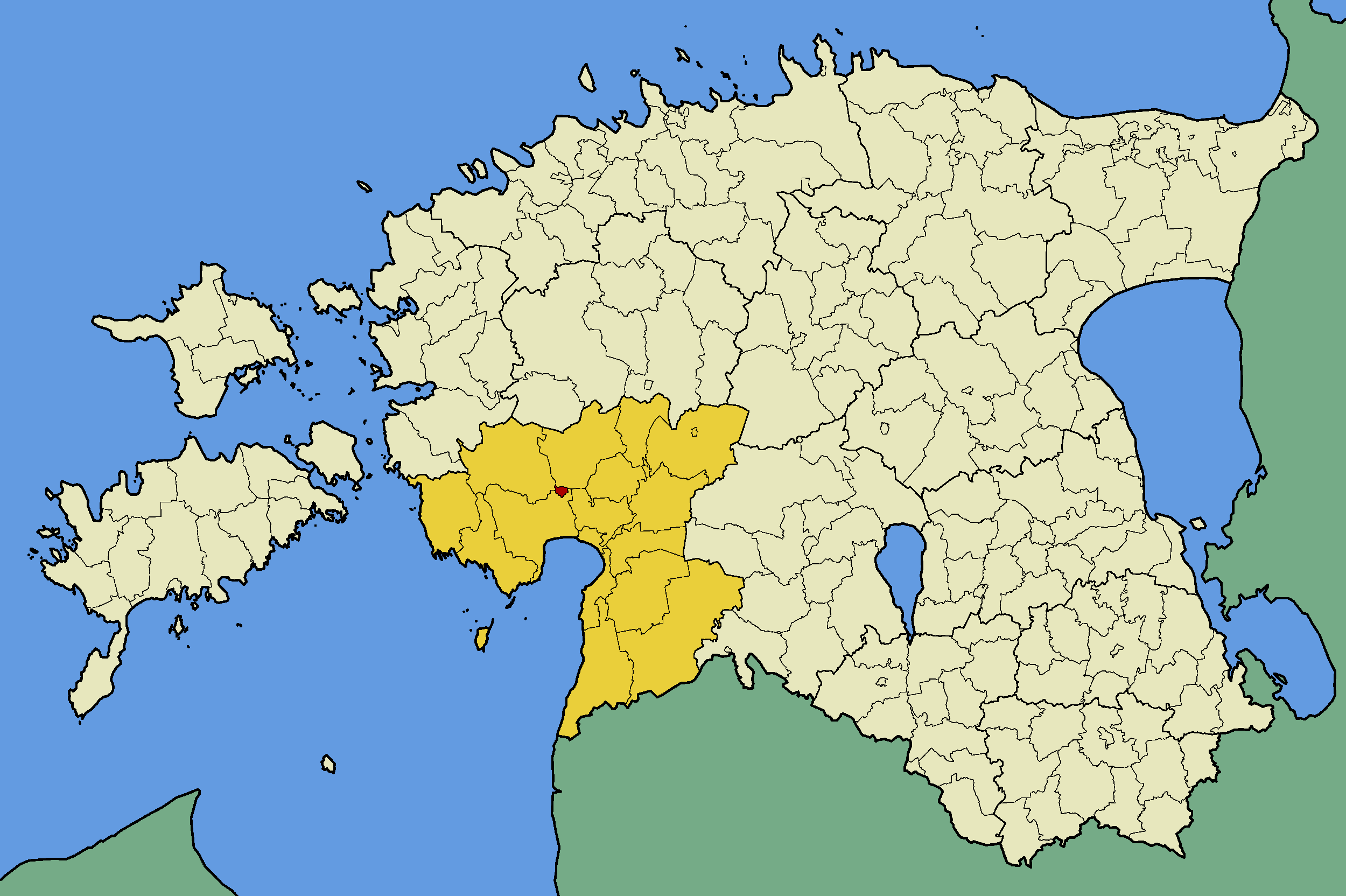
Commune de Lavassaare (en rouge) dans le Comté de Pärnu (en jaune).

et a 497 habitants au 1er janvier 2012.